# King of the Cage
King of the Cage (KOTC) es una promoción de artes marciales mixtas (MMA) con sede en el sur de California, Estados Unidos.

## Historia
KOTC fue fundada en 1998 por Terry Trebilcock Jr. KOTC presenta principalmente estrellas de MMA amateurs y en ascenso, así como antiguos luchadores de combate de renombre.
KOTC ha promovido la mayoría de sus eventos en casinos de nativos americanos en todo Estados Unidos. KOTC también organiza eventos en Canadá, Australia y Japón. Los eventos de King of The Cage también se transmiten en la mayoría de las plataformas nacionales de pago por visión.
En septiembre de 2007, Trebilcock Jr. vendió KOTC a ProElite. Dos años después, en julio de 2009, volvió a adquirir el 100% de la propiedad de KOTC y simultáneamente entró en un acuerdo de empresa conjunta con Mark Burnett Productions ("Survivor", "Apprentice", "Celebrity Apprentice" y "The Contender") para comenzar el desarrollo de un programa de televisión de realidad. Bully Beatdown, un programa producido por Burnett, se emitió durante tres temporadas en MTV y presentó a varios competidores de KOTC.
El 30 de enero de 2010, se anunció que KOTC comenzaría a transmitir programas mensuales en el canal HDNet de Mark Cuban. El acuerdo inicial fue para la transmisión de 36 eventos. Los anunciadores incluían a Michael Schiavello, Jason "Mayhem" Miller y Maria Kanellis. El evento más reciente en HDNet se emitió el 17 de septiembre de 2010 con No Mercy. No ha habido más noticias sobre eventos de King of the Cage en el canal. Solo se transmitieron 6 eventos desde febrero de 2010 hasta septiembre de 2010.
En noviembre de 2012, MAVTV firmó un acuerdo de 5 años con King of the Cage.

## Campeones actuales
El sistema de divisiones de peso de KOTC está de acuerdo con las Reglas Unificadas de las Artes Marciales Mixtas, pero KOTC nombra su división de 145 libras como Peso Gallo (en lugar de Peso Pluma), su división de 135 libras como Peso Mosca (en lugar de Peso Gallo) y su división de 125 libras como Peso Semimosca (en lugar de Peso Mosca). Las únicas tres categorías de peso que no están de acuerdo con las Reglas Unificadas son una división de 165 libras (Peso Semiwélter), una división de 195 libras (Peso Súpermediano) y una división de 230 libras (Peso Crucero).
| División                | Límite de peso superior    | Campeón               | Nacionalidad              |
| Divisiones de hombres   | Divisiones de hombres      | Divisiones de hombres | Divisiones de hombres     |
| ----------------------- | -------------------------- | --------------------- | ------------------------- |
| Peso Super Pesado       | Sin límites                | Ronny Markes          | Bandera de Brasil         |
| Peso Pesado             | 265 lb (120,2 kg; 18,9 st) | Tony Lopez            | Bandera de Estados Unidos |
| Peso Crucero            | 230 lb (104,3 kg; 16,4 st) | Tomar Washington      | Bandera de Estados Unidos |
| Peso Semipesado         | 205 lb (93,0 kg; 14,6 st)  | Jason Butcher         | Bandera de Estados Unidos |
| Peso Supermediano       | 195 lb (88,5 kg; 13,9 st)  | Vacante               |                           |
| Peso Mediano            | 185 lb (83,9 kg; 13,2 st)  | Matt Lagler           | Bandera de Estados Unidos |
| Peso Wélter             | 175 lb (79,4 kg; 12,5 st)  | Buddy Clinton         | Bandera de Estados Unidos |
| Peso Súperligero        | 165 lb (74,8 kg; 11,8 st)  | Richie Palomino       | Bandera de Estados Unidos |
| Peso Ligero             | 155 lb (70,3 kg; 11,1 st)  | Blaze Gill            | Bandera de Estados Unidos |
| Peso Gallo              | 145 lb (65,8 kg; 10,4 st)  | Juan Beltran          | Bandera de México         |
| Peso Mosca              | 135 lb (61,2 kg; 9,6 st)   | Vacante               | Bandera de Estados Unidos |
| Peso Semimosca          | 125 lb (56,7 kg; 8,9 st)   | Chris Quiroga         | Bandera de Estados Unidos |
| Divisiones de mujeres   |                            |                       |                           |
| Peso Mosca Femenino     | 135 lb (61,2 kg; 9,6 st)   |                       |                           |
| Peso Semimosca Femenino | 125 lb (56,7 kg; 8,9 st)   | Nicco Montano         | Bandera de Estados Unidos |
| Peso Paja Femenino      | 115 lb (52,2 kg; 8,2 st)   | Loveth Young          | Bandera de Estados Unidos |
| Peso Átomo Femenino     | 105 lb (47,6 kg; 7,5 st)   | Jayme Hinshaw         | Bandera de Estados Unidos |